# Marco De Luca
Pour les articles homonymes, voir De Luca.
Marco De Luca (né le 12 mai 1981 à Rome) est un athlète italien, spécialiste de la marche.

## Biographie
Marco De Luca mesure 1,88 m pour 69 kg et il fait partie des Fiamme Gialle où il est entraîné par Patrizio Parcesepe.
Il participe à six éditions des Championnats du monde, la première à Helsinki en 2005 où il termine 13e. Il ne termine pas la marche à Osaka. Après avoir été finaliste à Berlin en 3 h 46 min 31 s, il est 12e à Daegu, 15e à Moscou et 16e à Pékin. Il termine 19e aux Jeux olympiques à Pékin et 14e à Londres.

## Performances
Le meilleur résultat de Marco De Luca est une huitième place aux championnats du monde 2009 à Berlin en 3 h 46 min 31 s, record personnel. Il avait été 13e en 2005 et 7e aux championnats d'Europe 2006.
En 2012, il marche en 3 h 49 min 50 s à Saransk lors de la Coupe du monde de marche où il termine 9e du 50 km. Il avait marché en 3 h 49 min 40 s à Daegu 2011 et en 3 h 48 min 36 s à Barcelone 2010.
Il bat son record personnel le 15 août 2014 à Zurich, en 3 h 45 min 25 s (PB), lors du 50 km des Championnats d'Europe.
Le 8 mai 2016, il échoue initialement au pied du podium mais remporte le titre mondial par équipes lors des Championnats du monde de marche à Rome, sa ville natale, en battant son meilleur temps, en 3 h 44 min 47 s. La disqualification d'Alex Schwazer lui permet de récupérer la 3e place.

## Palmarès
| Date | Compétition                     | Lieu | Résultat | Épreuve     | Performance          |
| ---- | ------------------------------- | ---- | -------- | ----------- | -------------------- |
| 2016 | Championnats du monde de marche | Rome | 3e       | Individuel  | 3 h 44 min 47 s (PB) |
| 2016 | Championnats du monde de marche | Rome | 1er      | Par équipes | 14 pts               |